# Universidade Católica da Santíssima Conceição (Chile)
Coordenadas: 36° 49′ 35″ S, 73° 03′ 04″ O
A Universidade Católica da Santíssima Conceição (em espanhol: Universidad Católica de la Santísima Concepción, UCSC) é uma universidade tradicional e privada. Erguida pelo Arcebispado da Santíssima Conceição.